# Балансировочный станок
Балансировочный станок, балансировочная машина — это оборудование, включающее в себя механическую часть, состоящую из станины, привода и опор для установки балансируемого ротора, и измерительный прибор, измеряющий параметры вибрации или сил, и определяющий место и величину неуравновешенности вращающегося ротора. Некоторые станки имеют приспособления для автоматической корректировки масс.
Балансировочный станок используется в процессе балансировки вращающихся деталей различных машин — роторов электродвигателей и турбин, валов, муфт, винтов, гироскопов и т. д. Также балансируют патроны фрезерных станков, это позволяет снизить вибрацию, и что даже более важно предотвратить поломку шпинделя, связанную с дисбалансом на больших скоростях.
Станок, как правило, состоит из одной или двух опор, в которые помещается балансируемое изделие, привода для его вращения и измерительного устройства с индикацией. В процессе балансировки при вращении изделия датчиками регистрируется вибрация (виброскорость, виброперемещение или виброускорение) либо давление (в зависимости от типа станка). Данные, полученные таким образом, позволяют определить место и величину неуравновешенности детали.

## Жёсткие и податливые опоры
Различают балансировочные станки с жёсткими (дорезонансные) и податливыми (зарезонансные) опорами. Податливые опоры под воздействием центробежных сил, возникающих при вращении неуравновешенного изделия (ротора) деформируются. Направление центробежных сил циклически меняется с частотой вращения ротора, поэтому опоры совершают колебания. Измеряя амплитуды и фазы колебаний опор, можно получить информацию о величине и месте неуравновешенности ротора.
Жесткие опоры практически не деформируются под действием центробежных сил и вибрация не возникает. Поэтому на них устанавливаются датчики силы (давления) и измеряются усилия, возникающие в опорах.
Балансировка с жёсткими опорами производится на частоте ниже собственных колебаний системы, с податливыми — выше частоты собственных колебаний. Оба способа имеют свои недостатки и преимущества, но первый способ является более универсальным, позволяет балансировать тяжелые роторы на низких скоростях вращения. Станок с податливыми опорами обычно создаётся под ограниченный по массе ряд балансируемых деталей, но и результаты может выдавать более точные. Основа балансировочного станка — датчик вибрации опоры, который может, например, работать на принципе магнитной индукции (также может использоваться акселерометр или датчик силы), и датчик оборотов балансируемой детали (датчик фазы). Имея эти исходные данные, можно вычислить, какую массу и в каком месте надо убрать или добавить.
В балансировочных станках применяют привод от карданного вала, от накидного ремня, воздушной струёй и т. п. Существуют балансировочные станки для статической и динамической балансировки, с горизонтальной и вертикальной осью вращения. Также существуют станки с разной степенью автоматизации, например, включающие в себя сверлильные порталы с устройством для автоматического доворота ротора в заданное положение и высверливания отверстий на заданную глубину для съёма рассчитанной массы.

## Методы балансировки
Существует три основных метода балансировки деталей:
- Удаление массы — в нужных местах удаляют массу путём сверления, фрезерования или другим способом (вплоть до лазерной гравировки), для перераспределения массы. Наиболее простой способ.
- Добавление массы — в нужных местах добавляют массу путём наваривания пластин, установки балансировочных шайб, регулировочными винтами или другими способами.
- Метод балансировочных колец — применяется в основном к оправкам фрезерных станков. На оправке при этом крепятся два кольца имеющих на наружной поверхности эксцентриковую форму. Они могут вращаться вокруг оси оправки и фиксируются винтом. Таким образом каждое кольцо создает дисбаланс, который компенсирует собственный дисбаланс оправки и инструмента. Кольца могут быть съёмными или несъёмными. Наиболее прогрессивный метод для фрезерной обработки. Недостатком является необходимость использования специальных и как правило дорогих оправок.

Также для высокоточной балансировки специальных роторов, таких как гироскопы, используют метод лазерной коррекции дисбаланса.

## Использованная литература
- Балансировочный станок // Большая советская энциклопедия : [в 30 т.] / гл. ред.  А. М. Прохоров. — 3-е изд. — М. : Советская энциклопедия, 1969—1978.